# کشمیریت
کشمیریت مجموعه ارزش‌های قومی-ملی، بیداری اجتماعی و فرهنگی مردم کشمیری است که در حدود سده شانزدهم میلادی پدیدار شده‌است و با هماهنگی دینی و فرهنگی، میهن‌پرستی و غرور به سرزمین کوهستانی‌شان کشمیر شناخته می‌شود. سنت کشمیریت از درگیری‌های مداوم کشمیر و خشونت گروهی میان مسلمانان و هندوها تاثیری عمیق پذیرفته‌است. با اینحال نظرسنجی انجام گرفته توسط مرکز تحقیقات توسعه اجتماعی در دهلی نو ۸۴% مردم سرینگر خواهان بازگشت پاندیت‌های کشمیری هستند. در بررسی انجام شده توسط تحقیقات بین‌المللی بازار و اندیشه (Market & Opinion Research International) در دره کشمیر، ۹۲% از پاسخ‌دهندگان مخالف هرگونه تقسیم کشمیر بر اساس دین یا قومیت بوده‌اند.